# Phenacoccus angustatus
Phenacoccus angustatus är en insektsart som beskrevs av Borchsenius 1949. Phenacoccus angustatus ingår i släktet Phenacoccus och familjen ullsköldlöss. Inga underarter finns listade i Catalogue of Life.